# Abadiyeh
Abadiyeh (Abadiya o Abadiyas) è un sito archeologico dell'Egitto situato circa 19 chilometri ad ovest di Dendera.
Era un'antica città del VII nomo dell'Alto Egitto, vicino alla capitale Hu, nel cui territorio l'archeologo Flinders Petrie riportò alla luce
cimiteri preistorici, nel 1898-1899, così come a Hu (Diospolis Parva) nel 1899 e risalenti a vari periodi naqadiani.

## Città
L'insediamento civile con la sua necropoli sorgeva nell'ansa di Qena al margine del deserto: la popolazione era quindi riparata dalle piene o dalle inondazioni del Nilo e non  veniva sottratto  fertile terreno alle coltivazioni.
La città, fortificata con mura e bastioni, era costituita da palazzi, templi, botteghe, abitazioni, silos, pozzi e vari cimiteri tra cui quello nobiliare e d'élite.
Le costruzioni erano fatte in mattoni crudi che poco hanno sopportato l'usura del tempo.

## Archeologia
Flinders Petrie fu aiutato da David Randall-MacIver e Arthur Cruttenden Mace nei suoi scavi archeologici fatti per conto dell'Egyptian Exploration Fund (EEF). Gli scavi, nella loro totalità, interessarono siti posti lungo la sponda occidentale del Nilo, nella regione di Hiw (Hu), dove si trovavano artefatti di tipo predinastico.
Petrie, come direttore della Egyptian Research Account, trovò una grande quantità di reperti di ogni epoca egizia, che furono cronologicamente datati, relativamente al periodo naqadiano, con il metodo del Sequence Dating.
Nel 1901 con la sua pubblicazione sugli scavi, Diospolis Parva: the cemeteries of Abadiyeh and Hu 1898-1899, Petrie determinò e descrisse, per la prima volta, la Dinastia 0.
Una parte del vasto sito  situata in località Abu Diyab Shark, venne esplorata nel 2001 restituendo reperti che, con la datazione al C14, sono stati attribuiti al periodo Naqada I e quindi risalenti al 3800 a.C. circa.

## Tombe
Il ritrovamento più importante è l'importante tomba B 101 risalente al periodo Naqada II e appartenuta ad un nobile possidente. 
La ricchissima sepoltura ha restituito, oltre al corpo mal conservato del proprietario, un corredo funerario composto da una notevolissima quantità  di oggetti tipici del periodo tra cui una tavolozza per cosmesi.
Sono state ritrovate anche numerose sepolture di bovini avvolti nei graticci, secondo le usanze religiose di Nabta Playa.

## Artefatti
Tra i reperti pervenuti dalla tomba B 83, vi è un modellino che riproduce una fortificazione con i bastioni così come rappresentato anche nel telo funebre dipinto di Gebelein conservato nel museo egizio di Torino.
Il modellino fatto in argilla è conservato all'Ashmolean Museum di Oxford.
Nel sito furono rinvenute anche due mazze cerimoniali che conservano ancora il manico, costituito da materiali più duraturi del legno.